# Здичавіла
«Здичавіла» (англ. Wildling) — американський фентезійний фільм 2018 року німецького режисера Фрідріха Боема.

## Сюжет
Анна була улюбленою дочкою свого прийомного батька до тих пір, поки не вступила у пубертатний період. Батько переконує дівчинку в тому, що вона хвора, і починає колоти їй ліки, які пригнічують гормони. Після нещасного випадку Анну, яка жила в ув'язненні, рятує шериф Елен. Вона бере над Анною опіку і вчить її простим побутовим речам. Але раптом з'ясовується, що Анні складно жити серед звичайних людей. Вона — особлива. День за днем вона прислухається до своїх інстинктів і намагається розгадати таємницю свого походження. Еллен і її брат Рей раді допомогти Анні у прийнятті себе, але одного разу її поведінка стає небезпечною. Проти дівчини ополчилося все місто. Анна розуміє, що її дитячі жахи і усі розповіді батька не були вигадкою. І єдине місце, де їй дійсно буде комфортно жити — це ліс, у якому людям краще не з'являтися.

## Акторський склад
| Актор                 | Роль                  |
| --------------------- | --------------------- |
| Бел Паулі             | Анна                  |
| Авіва Вінік           | Анна в дитинстві      |
| Бред Дуріф            | прийомний батько Анни |
| Лів Тайлер            | шериф Еллен Купер     |
| Коллін Келлі-Сорделет | Рей Купер             |
| Джеймс Легро          | вурдалак              |
| Майк Файст            | Лоуренс               |
| Трой Рупташ           | Роджер Фовлер         |
| Аліна Чо              | кореспондент (голос)  |

## Виробництво
Фільм зняв німецький режисер Фрідріх Боем. Він також був співсценаристом спільно з Флоріано Едером. Акторка Лів Тайлер, яка виконала одну з головних ролей, стала також співпродюсером картини. Зйомки фільму розпочалися наприкінці 2015 року та повністю проходили у штаті Нью-Йорк аби відповідати умовам програми «Зроблено в Нью-Йорку». Проект передбачає податкові пільги для фільмів, не менше 75 % матеріалу для яких відзнято у межах штату.